# Saint-Domet
Saint-Domet è un comune francese di 177 abitanti situato nel dipartimento della Creuse nella regione della Nuova Aquitania.

## Società

### Evoluzione demografica
Abitanti censiti